# Scutelliseta mischogaster
Scutelliseta mischogaster är en tvåvingeart som beskrevs av Allen L.Norrbom och Kim 1985. Scutelliseta mischogaster ingår i släktet Scutelliseta och familjen hoppflugor. Inga underarter finns listade i Catalogue of Life.